# Chthonius euganeus
Chthonius euganeus är en spindeldjursart som beskrevs av Giulio Gardini 1991. Chthonius euganeus ingår i släktet Chthonius och familjen käkklokrypare. Inga underarter finns listade i Catalogue of Life.